# Upravna delitev Slovenije (1945)
Upravna delitev Ljudske republike Slovenije iz leta 1945.

## Zakonodaja
6. septembra 1945 je Predsedstvo Slovenskega narodnoosvobodilnega sveta sprejelo Zakon o upravni razdelitvi federalne Slovenije, ki je bil 8. septembra istega leta objavljen v Uradnem listu Slovenskega narodnoosvobodilnega sveta in Narodne vlade Slovenije, št. 33 in delno spremenjen 27. februarja 1946 z Zakonom o delni spremembi Zakona o upravni razdelitvi federalne Slovenije, ki je bil v Uradnem listu objavljen 2. marca istega leta. Naslednji popravek zakona je bil iz aprila 1946, katerega izvajanje pa so s posebnim zakonom odložili do septembra istega leta.
Z zakonom je bila odpravljena medvojna okupatorska upravna delitev in vpeljali so pet okrožij, katero so se dalje delila na okraje oz. mestne četrti.

## Delitev
1945
- Okrožno mesto Ljubljana

- Mestna četrt Center
- Mestna četrt Tabor
- Mestna četrt Rakovnik
- Mestna četrt Moste
- Mestna četrt Vič
- Mestna četrt Bežigrad
- Mestna četrt Šiška

- Celjsko okrožje

- Okraj Celje mesto
- Okraj Celje-okolica
- Okraj Gornji grad
- Okraj Slovenske Konjice
- Okraj Šmarje pri Jelšah
- Okraj Šoštanj
- Okraj Trbovlje

- Ljubljansko okrožje

- Okraj Grosuplje
- Okraj Jesenice
- Okraj Kamnik
- Okraj Kranj
- Okraj Ljubljana-okolica
- Okraj Rakek
- Okraj Škofja Loka

- Mariborsko okrožje

- Okraj Dolnja Lendava
- Okraj Ljutomer
- Okraj Maribor - mesto
- Okraj Maribor - desni breg
- Okraj Maribor - levi breg
- Okraj Murska Sobota
- Okraj Prevalje
- Okraj Ptuj
- Okraj Radgona

- Novomeško okrožje

- Okraj Črnomelj
- Okraj Kočevje
- Okraj Krško
- Okraj Novo mesto
- Okraj Trebnje

Marec 1946
- Okrožno mesto Ljubljana

- Mestna četrt Center
- Mestna četrt Tabor
- Mestna četrt Rakovnik
- Mestna četrt Moste
- Mestna četrt Vič
- Mestna četrt Bežigrad
- Mestna četrt Šiška

- Celjsko okrožje

- Okraj Celje mesto
- Okraj Celje-okolica
- Saleško-Savinjski okraj
- Okraj Slovenske Konjice
- Okraj Šmarje pri Jelšah
- Okraj Trbovlje

- Ljubljansko okrožje

- Okraj Grosuplje
- Okraj Jesenice
- Okraj Kamnik
- Okraj Kranj
- Okraj Ljubljana-okolica
- Okraj Rakek
- Okraj Škofja Loka

- Mariborsko okrožje

- Okraj Dolnja Lendava
- Okraj Ljutomer
- Okraj Maribor - mesto
- Okraj Maribor - okolica
- Okraj Murska Sobota
- Okraj Prevalje
- Okraj Ptuj
- Okraj Radgona
- Okraj Slovenska Bistrica

- Novomeško okrožje

- Okraj Črnomelj
- Okraj Kočevje
- Okraj Krško
- Okraj Novo mesto
- Okraj Trebnje

September 1946
- Okrožno mesto Ljubljana

- Mestna četrt Center
- Mestna četrt Tabor
- Mestna četrt Rakovnik
- Mestna četrt Moste
- Mestna četrt Vič
- Mestna četrt Bežigrad
- Mestna četrt Šiška
- Mestna četrt Polje
- Mestna četrt Ježica
- Mestna četrt Št. Vid

- Celjsko okrožje

- Okraj Celje mesto
- Okraj Celje-okolica
- Okraj Mozirje
- Okraj Konjice
- Okraj Šmarje
- Okraj Trbovlje

- Ljubljansko okrožje

- Okraj Grosuplje
- Okraj Jesenice
- Okraj Kamnik
- Okraj Kranj
- Okraj Ljubljana-okolica
- Okraj Rakek
- Okraj Škofja Loka

- Mariborsko okrožje

- Okraj Lendava
- Okraj Ljutomer
- Okraj Maribor-mesto
- Okraj Maribor-okolica
- Okraj Murska Sobota
- Okraj Prevalje
- Okraj Ptuj
- Okraj Radgona
- Okraj Slovenska Bistrica

- Novomeško okrožje

- Okraj Črnomelj
- Okraj Kočevje
- Okraj Krško
- Okraj Novo mesto
- Okraj Trebnje